# مولينوس دي دويرو
مولينوس دي دويرو هي بلدية تقع في مقاطعة سوريا، منطقة قشتالة وليون، إسبانيا. ووفق الإحصاء السكاني للمعهد الوطني للإحصائيات بإسبانيا، بلغ عدد السكان 185 نسمة.